# ГЕС Тамболар
ГЕС Тамболар (ісп. Aprovechamiento Hidroenergético Multipropósito El Tambolar) – гідроелектростанція, що споруджується у північній Аргентині в провінції Сан-Хуан. Знаходячись перед ГЕС Caracoles, становитиме верхній ступінь в каскаді на річці Сан-Хуа́н, що впадає праворуч в Десагуаде́ро (ліва притока Ріо-Колорадо, що впадає в Атлантичний океан за сотню кілометрів південніше від Баїя-Бланки).
В межах проекту річку перекриють кам'яно-накидною греблею із бетонним облицюванням висотою 83 метри, яка потребуватиме 6,2 млн м3 матеріалу та утримуватиме водосховище з об'ємом 605 млн м3. Роботи за проектом почали у 2017 році зі спорудження двох тунелів діаметром по 6 метрів та довжиною біля 0,5 км кожен, що здійснюватимуть відведення води з місця будівництва. По завершенні робіт один з них працюватиме як нижній водоспуск, котрий під'єднають до ще одного тунелю довжиною 0,3 км з перетином 5х5,8 метра.
Подача ресурсу до машинного залу здійснюватиметься через водовід довжиною 2,6 км. Основне обладнання станції складатимуть дві турбіни типу Френсіс потужністю по 35 МВт, які при напорі у 85 метрів забезпечуватимуть виробництво 347 млн кВт-год електроенергії на рік.
Окрім виробництва електроенергії комплекс виконуватиме функції іригації та регулювання стоку. 
85% фінансування для проекту вартістю 600 млн доларів США забезпечить китайська компанія PowerChina.